# Valeriano (tribuno do estábulo)
Valeriano (em latim: Valerianus) foi um oficial romano do século IV, ativo durante o reinado do imperador Valente (r. 364–378). Ocupou a posição de tribuno do estábulo e esteve presente na Batalha de Adrianópolis de 9 de agosto, quando foi assassinado pelos bárbaros liderados por Fritigerno.